# 日本共產黨

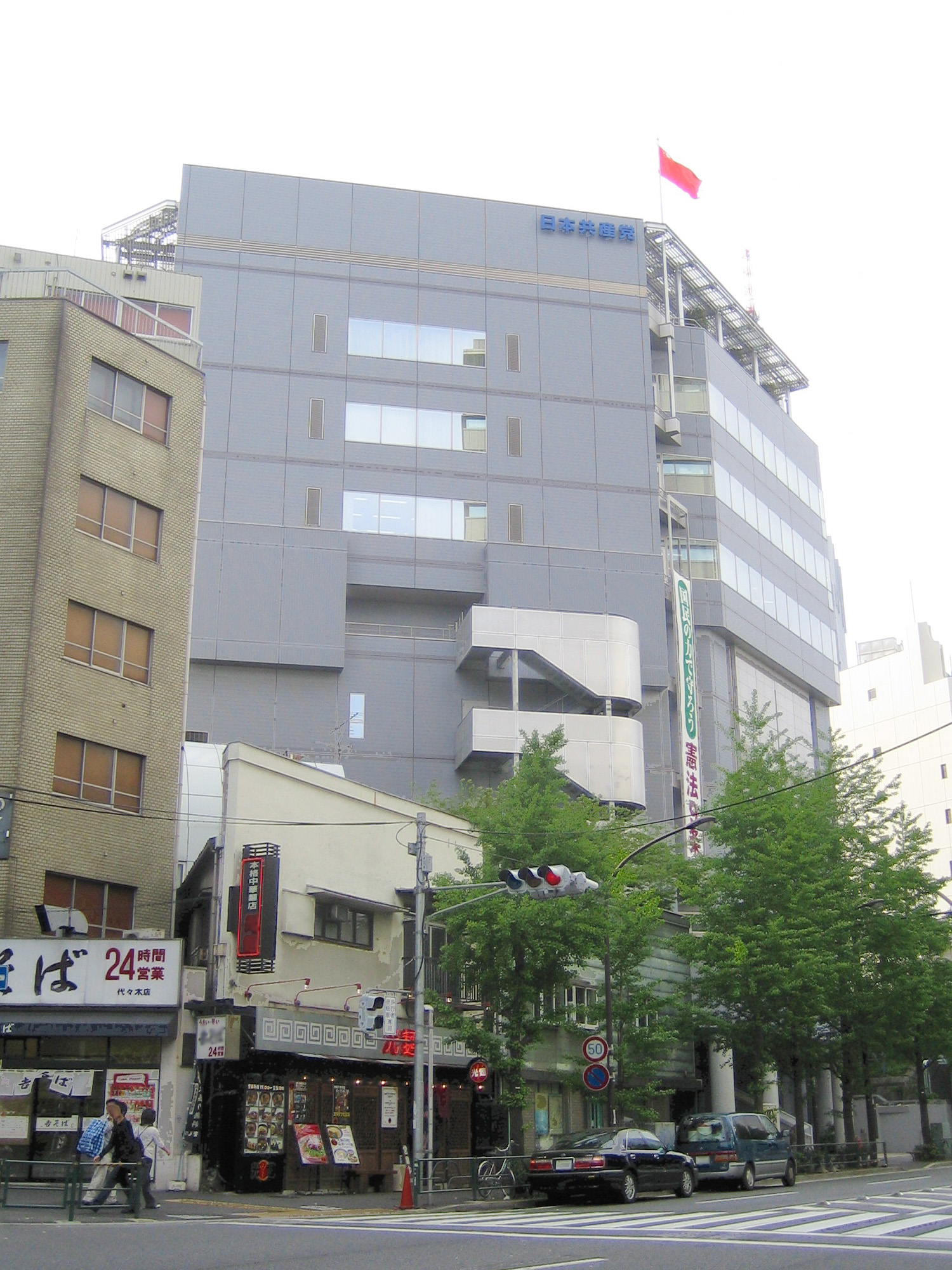
日本共產黨总部

日本共產黨（日语：／ Nihon Kyōsantō */?），在日本国内简称共產党、共產（漢語中则简称日共），是日本的一个共产主义政党。日本共產党成立於1922年7月15日，是目前日本国会中最古老的政黨和日本最大的左翼政党。为区别于其它也自称为“日本共产党”的小党（日本共产党（左派）、日本共产党（行动派）），现在日共有时又称为日本共产党（代代木派）。截至2024年11月15日，日共在39个地方自治体参与执政；还有地方议员2280人，其中：都道府县议会议员110人，政令市議会议员108人，特別区議会议员100人，市議会议员1326人，町村議会议员636人。目前，蕨市、忠冈町和中川村的首长为日共成员。

## 歷史

### 战间期和二战时期

#### 第一次共产党
1922年7月15日，日本全国的共产主义小组在东京涩谷伊达街的一个群众家里召开日本共产党成立大会，同时选出由堺利彦等七人组成的中央执行委员会。日本共产党的成立得到了共产国际，以及在共产国际内活跃的片山潜的支持，11月，日本共产党被共产国际认可为日本支部:13-15。建党初期的《纲领草案》（《22年纲领》）提出废除君主制、再分配土地、反对日本干涉俄国内战及反对干涉中国等主张。
受《治安警察法》影响，日本共产党当时属于非法组建的政党。1923年6月，日本政府根据《治安警察法》对日本共产党进行第一次镇压，约80人被捕，29人被起诉:21。同年9月，日本政府借龟户事件再次镇压左翼运动:21。此后，日本共产党内出现了认为在日本组织共产党为时尚早的思潮。在赤松克麿、山川均等的推动下，这一论调获得包括堺利彦在内的多数人支持，1924年3月日本共产党通过解散决议案，宣告解散:106:21。

#### 第二次共产党
1926年12月，日本共产党的部分成员在山形县决定重新组党:27。重建后，福本和夫成为日共意识形态领域的指导者，他一面批评山川均等人此前主张解散党的思潮，另一方面主张先进行理论斗争分化、提纯成员，再进行团结（“统一前分离之必要”）。1927年，日本共产党在共产国际的帮助下通过了《27年纲领》，同时批评了山川均和福本和夫两人的思想。作为日共的第一份正式纲领，《27年纲领》强调反对侵华战争，强调日本现阶段的主要任务是进行资产阶级民主革命:107。同年，山川均等人创办了《劳农》杂志，形成劳农派，反对《27年纲领》。
1928年2月，日本共产党机关报《赤旗报》创刊，3月15日，發生三一五事件，日共再度被取締，不少重要領導人如德田球一等都被逮捕。1932年，日本共产党制定了《32年纲领》，纲领制订了民主主义革命的五个目标：推翻专制天皇统治、废除半封建的土地所有制、争取工人权益、反对一切侵略战争、争取民族自决和殖民地解放。同年10月，日本共产党为筹备资金策划抢劫了大森银行。1933年6月12日，在狱中的中央委员长佐野学和干部锅山贞亲突然发表了〈告共同被告同志書〉，宣布认同日本的君主制和扩张政策。尽管日本共产党中央委员会对此进行了批判，日本的左翼知识分子依然大量转向右翼思潮。1937年，日本共产党因人民阵线事件再度受到日本政府镇压。包括野坂参三在内的一批日本共产党流亡者在中国成立了包括日本人民解放联盟在内的多个反战组织，继续反对日本的战争。

### 第二次世界大战后

#### 战后初期

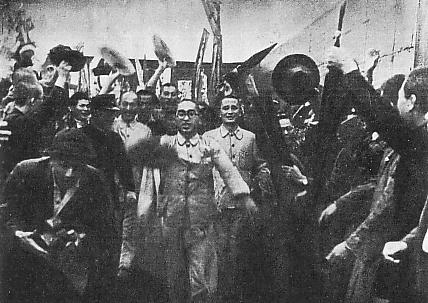
被释放的日本共产党员及街头两侧欢呼的民众，1945年10月10日

1945年，日本投降，二戰結束，同盟国进驻日本。美国在战后根据《开罗宣言》等方针的精神在日本推动民主改革。220余名被逮捕的日本共产党员在战后得以全部出狱。1945年12月，德田球一、宫本显治等再次重建日本共产党，其后日本共产党迅速发展壮大。
1946年1月13日，野坂参三自中国回到日本，归国后发文主张通过“和平而民主”的方式进行革命，即“被占领下的和平革命论”。1946年4月10日，日本共產党首次投入選舉，便取得5席日本眾議院議員:108。
战后的日本工人运动发展迅速，到1946年8月，日本共产党领导的全日本产业别劳动组合会议（产别）已发展到一百多万会员，麦克阿瑟最初认为“劳工运动的发展和劳动基本权利的保护是使日本走向民主化的先决手段，劳动者及其团体是防止专制政府死灰复燃的最有力的壁垒”。日本共产党联合日本社会党在1946年下半年积极支持工人运动，并要求政府制定最低工资制，但这一要求遭到当时执政的吉田内阁拒绝。日本共产党因此联合日本社会党准备于1947年2月1日举行全国范围的总罢工。1月31日，麦克阿瑟正式下达禁令禁止2月1日的总罢工，指出为防止战后公共福利遭受致命打击，避免生产事业瘫痪，绝不允许使用总罢工这种极端的武器。到1949年的眾議院選舉，日共一度成長到35席:108。

#### 1950年问题
随着冷战拉开序幕、中国共产党在第二次国共内战中取得胜利及国民党撤退至台湾，美国开始转变自己之前的政策并扶持日本，东亚的形势愈发紧张。
1950年1月6日，斯大林领导下的共产党和工人党情报局在机关报《争取持久和平、争取人民民主！》上发表社论文章《关于日本的形势》，批评“被占领下的和平革命论”:108。1月12日，德田球一等人在《赤旗报》上发表《对于〈关于日本的形势〉之所感》反驳《关于日本的形势》一文。1月17日，正在莫斯科进行访问的毛泽东指示《人民日报》发表社论文章《日本人民解放的道路》支持共产党和工人党情报局。日本共产党自1月18日开始召开中央扩大会议，会上形成以德田球一、野坂参三等拥护《对于〈关于日本的形势〉之所感》一文的所感派和以志贺义雄、宫本显治等全盘接受共产党和工人党情报局批评的国际派。
其后，同盟国占领军借朝鲜半岛危机实行整肃，同时勒令《赤旗报》停刊:108。包括德田球一在内的部分所感派成员流亡北京，建立了北京机关。1951年2月，日本共产党召开第四次全国协议会，决定进行反美武裝鬥爭，组建在山村地区进行游击战的山村工作队和在城市中活动的中核自卫队:42。此后，所感派又于10月前往莫斯科，在斯大林的主持下进行第五次全国协议会，制定了《51年綱領》，将武装斗争的中心任务写入党纲:108。
武装斗争的路线導致日本共产党遭到进一步镇压，党的组织也遭到严重破坏，仅1952年一年就减少了接近7万党员:108。1952年，日本政府通过了《破坏活动防止法》，同时设置公安调查厅监控调查各类暴力活动，当时坚持武装斗争路线的日本共产党也被严密监视。1955年，所感派与国际派在第六次全国协议会上达成和解，再次放弃武装斗争:108。

#### 1956年—1991年
1956年，赫鲁晓夫在苏联共产党第二十次代表大会上发表《关于个人崇拜及其后果》，尖锐地批评斯大林。日本共产党党内的一批党员在这之后选择反对日本共产党的路线，脱离日本共产党，组建日本托洛茨基主义联盟。同时，一部分附属于全日本学生自治会总联合的学生退出，另组共产主义者同盟。
1960年，日共聯合日本社會黨反對《美日安保條約》，並領導安保鬥爭。1961年7月，日本共产党在东京召开第八次代表大会，并通过新的党纲:109。
1972年，日本共产党下属的日本民主青年同盟发生分裂，形成以川上徹和广谷俊二为首的两个团体，最终川上徹等一百多人被停职处分:57。
1973年，日本共产党第十二次代表大会把其任务从建立“无产阶级专政”改为“工人阶级政权”:110。1976年，日本共产党通过《自由与民主宣言》，提出要走类似欧洲共产主义的道路，要保障“生存自由”、“市民政治自由”和“民族自由”，以区分苏联模式。1979年，日共的眾議院席次增加到41席，是日共建黨以來眾議院席次最多的一次。日共一度有與日本社會黨合作的計劃，但是後來因為反對社會黨的右傾派系而沒有達成。日共與長期執政的自民黨一直處於對立。因日共的政治主張不為日本主流大眾及政治立場迥異政黨贊同，一直被孤立，往往在國會中的朝野政治協商時被排除在外。
1986年，日本共产党的干部緒方靖夫发现自家住宅的电话被长期窃听，在经过检察院侦查后发现是警方进行的监听行动，引发日本共产党干部住宅窃听事件。

#### 1991年至今
1991年苏联解体后，国际共产主义运动陷入低潮，日本共产党在1990年和1994年的代表大会上剖析苏东剧变，认为苏联对内实行专制极权统治，对外推行俄式沙文主义，走上了彻底背离科学社会主义的道路，对这种国家的解体日本共产党持“举双手欢迎”的态度；同时也认为这将使国际共产主义运动从苏联的错误路线中解放出来，有利于各国开辟新的自主道路。指出日本共产党虽然以社会主义、共产主义为目标，但考虑日本的国情，并不能迅速就实现社会主义，要先扎根于广大国民的利益和需求，解决资本主义下的各种弊端。日本共产党认为20世纪并没有出现真正的社会主义的成功例子，所以要在独立自主的前提下与世界各国共同探索如何实现真正的社会主义，共同追求世界和平。日本共产党不会去效仿某些自称是社会主义的国家，而是要在科学社会主义的指引下，在全面继承和发展自由和民主的基础上，最终实现“日本式的社会主义”。日共在会议上还指出，五种社会形态理论最初只是马克思对西欧历史的总结，马克思和恩格斯并没有愿意将其历史唯物主义当作一把连接各个时代和各个社会的“万能钥匙”，反而是一再强调，这一理论并不能简单作为适用于任何社会的“普世历史哲学”，是斯大林将其生搬硬套到了整个世界历史中，而反过来说，斯大林模式下的苏联也并不简单地符合五种社会形态理论中的任一种社会，苏联的社会性质问题仍有待进一步的探讨。
1996年日本眾議院議員總選舉中，日本共产党取得了26个议席，其中包括两个小选区（京都府第3區的寺前严和高知縣第1區的山原健二郎）:72。1996年日本更改選舉制度為單一選區兩票制之後，日共在單一選區獲得席次的可能性變小；加之日本周邊國際情勢的改變，導致日共爭取選票的難度增加。
2000年11月，日本共产党在第二十二次代表大会上修改党章，删除了“先锋政党”等表述，大会决议案继续提及“自卫队违反宪法”，但基于“分阶段取消自卫队”的立场承认“在发生紧急非法侵犯主权、大规模灾害等必要场合，为保卫国民安全而灵活使用现存的自卫队”:71。此次大会上还选举了不破哲三担任议长，志位和夫担任委员长:71。
由於部分日本選民對民主黨政權的失望，在日共數十年來堅定反對自民黨的政治立場下，日共支持度上升，2014年众议院选举中由8席上升至21席，比例代表区得票率更创史上新高，达到11.4%，同時也成功獲得1个单一选区席位（沖繩縣第一選區的赤嶺政賢，上一次是1996年），並在2017年众议院选举保持同一區域席次。
在2012年之後，民主黨下野，日本重回自民黨一黨獨大格局，在野黨之間亦因為理念南轅北轍，無法達成合作。到2015年，日本多個在野黨反對安保法案，日本共產黨亦參與其中。雖然法案最終仍然通過，但後來多個在野黨與共產黨開展了在選舉上的合作，以反對安倍晉三執政為目標。
2022年7月15日，日本共产党建党100周年。
2024年1月，在静冈县热海市召开的党大会上，田村智子被选举为新的委员长，接替志位和夫，而志位和夫则接替了不破哲三卸任后一直空缺的议长职位。

## 政治主張

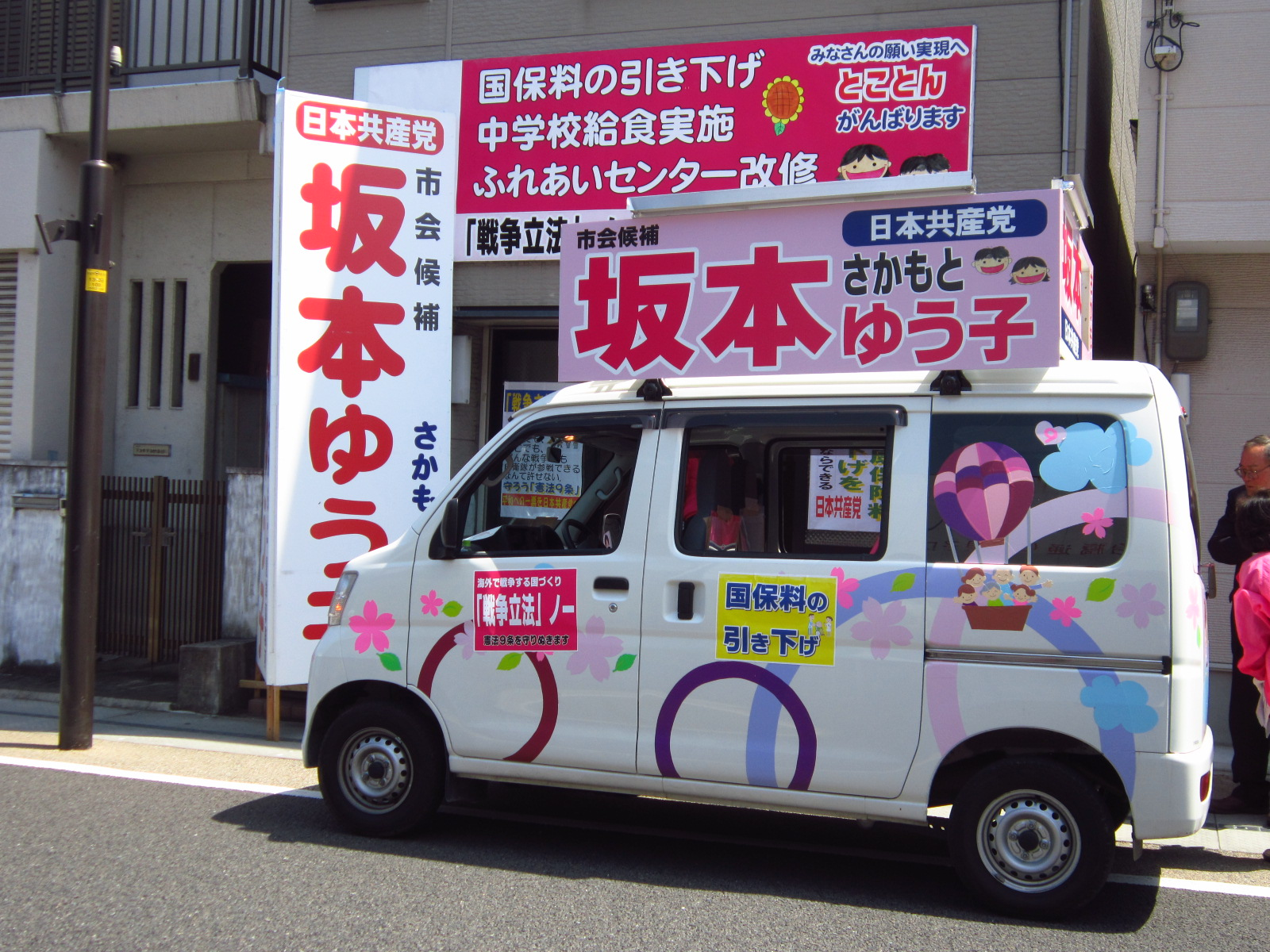
宇治大街上的議員補選宣傳車以及競選服務處，摄于2015年4月

日本共產黨主张建设社会主义社会、共产主义社会，並且废除日美安保条约，将日本建成独立、民主、和平的自由国家。
2004年，日共制訂了新綱領，主要內容包括：保障社會福利預算、廢除美日安保條約、廢除政党助成制度、修憲以鞏固民主主義（但共產黨不屬於通常意義的「改憲派」，反對修改現有的憲法第9条）、堅持并发展议会民主、三權分立、保障LGBT與少數族群的權利、反對國家主義、要求歸還南千岛列岛（俄罗斯称南庫里爾群島）、主張竹岛（韓称獨島）及尖阁诸岛（台、港、澳称釣魚台列嶼，陸稱釣魚島及其附屬島嶼）是日本領土。日共和日本社會民主黨同時也是強烈支持立法消除存在於日本社會的種族歧視的兩個主要日本政黨（據查，日本國會議員間於2009年時對此議題三分之一支持、三分之一中立、三分之一反對）。
近年日共积极轉型，除了主张天皇制之存廢须由国民决定外，日共主张加強與在野黨合作以對抗自民党；加之日本社会党解体后日本政坛右倾化的现象越来越明显，因此日共作為主要的左派政党，近年多與原民主黨的後繼政黨以及社民黨等其他左派政黨「共鬥」。
2019年，日本共產黨修改黨綱，批評中华人民共和国對亞洲各國的態度是大國主義、霸權主義，侵害西藏、新疆、香港等地的人權，無法承認中共是以社會主義為目標。與此同時，香港出現反修例運動，日共亦公開譴責中共和港府以武力鎮壓香港示威者，並要求中华人民共和国当局以和平解決局勢為己任。2021年中国共产党庆祝建党百年时，日本主要政党中唯有日共未向中共发贺电。
该党因反对政党受纳税人资助的制度而拒绝接收政党交付金，使其比其他政党收入更少，发展更为艰难。
與其他政党一樣，日共與中共一直存在来往，但日共因二戰後的因素受蘇共影響更深。1996年以后，原日本最大左翼政党日本社会党的势力漸衰并转型，因此中国政府再次主动接触日共。1998年，日共干部会委员长不破哲三访华，使得两党关系正常化。2005年，中共派出了青年干部访日团，与日共开展了理论交流。

## 组织

### 民主集中制
日本共产党的组织原则为民主集中制，该党认为“通过党员意识和严格的纪律来实现全党的统一和团结，是党的生命所在，也是党取得胜利的保证”:67。
根据日本共产党的党纲第12条，日本共产党以职场、社区、校园中建立的党支部为最基本的组织单位，总体组织结构为：党支部—地区支部—都道府縣支部—中央总部。
根据日本共产党的党纲第16条，各级党组织负责执行上级党机关的决定。如果党组织认为上级党机关作出的决定不恰当，可以提请上级党机关予以改变。上级党机关再次要求执行的，党组织应当保留意见执行。

### 中央组织
日本共产党大会是该党的最高权力机构。

## 刊物

### 赤旗报
《赤旗报》是日本共产党的党报，截至2020年，该报的日刊发行量约为20万份，周刊发行量约为100万份:135。

## 历任领导人

### 1922年—1923年
| 中央委員会委員長 | 在任期間      |
| ---------------- | ------------- |
| 堺利彦           | 1922年—1923年 |

### 1923年—1945年
| 中央委員会委員長 | 在任期間      |
| ---------------- | ------------- |
| 佐野文夫         | 1926年—1927年 |
| 佐野学           | 1927年—1928年 |
| 渡边政之辅       | 1928年        |

### 1945年—1958年

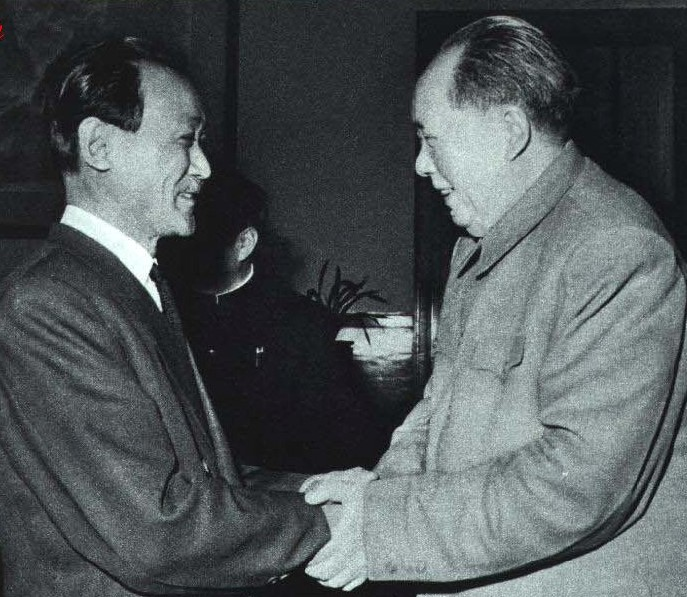
1964年，日本共产党领导人袴田里见访问中国，与毛泽东会面。

| 中央委員会書記長 | 在任期間      | 中央委員会委員 | 中央委員会委員 | 中央委員会委員 |
| ---------------- | ------------- | -------------- | -------------- | -------------- |
| 德田球一         | 1945年—1953年 | 志賀義雄       | 宫本显治       | 袴田里見       |
| 野坂参三         | 1955年—1958年 | 志賀義雄       | 宫本显治       | 袴田里見       |

### 1958年—1970年
| 年份（大会）       | 中央委員会議長 | 中央委員会書記長 | 中央統制委員会議長 |
| ------------------ | -------------- | ---------------- | ------------------ |
| 1958年（7回大会）  | 野坂参三       | 宫本显治         | 春日庄次郎         |
| 1961年（8回大会）  | 野坂参三       | 宫本显治         | 吉田資治           |
| 1964年（9回大会）  | 野坂参三       | 宫本显治         | 吉田資治           |
| 1966年（10回大会） | 野坂参三       | 宫本显治         | （职位撤销）       |

### 1970年至今
| 年份（大会）       | 中央委員会議長 | 幹部会委員長 | 幹部会副委員長 | 幹部会副委員長 | 幹部会副委員長 | 幹部会副委員長 | 幹部会副委員長 | 幹部会副委員長 | 中央委員会書記局長 | 政策委員会責任者 | 国会对策委員長 | 参議院議員团长 |
| ------------------ | -------------- | ------------ | -------------- | -------------- | -------------- | -------------- | -------------- | -------------- | ------------------ | ---------------- | -------------- | -------------- |
| 1970年（11回大会） | 野坂参三       | 宮本顯治     | 袴田里見       | 岡正芳         |                |                |                |                | 不破哲三           | 上田耕一郎       |                |                |
| 1973年（12回大会） | 野坂参三       | 宮本顯治     | 袴田里見       | 岡正芳         | 瀨長龜次郎     |                |                | 村上弘         | 不破哲三           | 上田耕一郎       | 岩間正男       |                |
| 1977年（14回大会） | 野坂参三       | 宮本顯治     | 村上弘         | 上田耕一郎     | 瀨長龜次郎     | 西澤富夫       |                |                | 不破哲三           | 上田耕一郎       |                |                |
| 1980年（15回大会） | 野坂参三       | 宮本顯治     | 村上弘         | 上田耕一郎     | 瀨長龜次郎     | 西澤富夫       | 戎谷春松       | 松本善明       | 不破哲三           | 上田耕一郎       |                |                |
| 1982年（16回大会） | 宮本顯治       | 不破哲三     | 村上弘         | 上田耕一郎     | 瀨長龜次郎     | 西澤富夫       | 戎谷春松       | 松本善明       | 金子滿廣           | 吉岡吉典         |                |                |
| 1985年（17回大会） | 宮本顯治       | 不破哲三     | 村上弘         | 上田耕一郎     | 瀨長龜次郎     | 高原晋一       | 戎谷春松       | 松本善明       | 金子滿廣           | 吉岡吉典         |                |                |
| 1987年（18回大会） | 宮本顯治       | 村上弘       | 小笠原貞子     | 上田耕一郎     | 瀨長龜次郎     | 高原晋一       | 戎谷春松       | 寺前巌         | 金子滿廣           | 吉岡吉典         | 岩間正男       |                |
| 1990年（19回大会） | 宮本顯治       | 不破哲三     | 小笠原貞子     | 上田耕一郎     | 金子滿廣       | 高原晋一       |                | 寺前巌         | 志位和夫           | 聽濤弘           |                |                |
| 1994年（20回大会） | 宮本顯治       | 不破哲三     |                | 上田耕一郎     | 金子滿廣       |                |                | 寺前巌         | 志位和夫           | 聽濤弘           |                |                |
| 1997年（21回大会） |                | 不破哲三     | 立木洋         | 上田耕一郎     | 金子滿廣       |                |                | 筆坂秀世       | 志位和夫           | 穀田惠二         |                |                |
| 2000年（22回大会） | 不破哲三       | 志位和夫     | 石井郁子       | 上田耕一郎     | 濱野忠夫       |                |                | 筆坂秀世       | 市田忠義           | 穀田惠二         |                |                |
| 2004年（23回大会） | 不破哲三       | 志位和夫     | 石井郁子       | 上田耕一郎     | 濱野忠夫       |                |                | 小池晃         | 市田忠義           | 穀田惠二         | 吉川春子       |                |
| 2006年（24回大会） |                | 志位和夫     | 石井郁子       | 緒方靖夫       | 濱野忠夫       |                |                | 小池晃         | 市田忠義           | 穀田惠二         | 小池晃         |                |
| 2010年（25回大会） | 廣井暢子       | 志位和夫     |                | 緒方靖夫       | 濱野忠夫       |                | 市田忠義       | 小池晃         | 市田忠義           | 穀田惠二         |                |                |
| 2014年（26回大会） | 廣井暢子       | 志位和夫     | 小池晃         | 緒方靖夫       | 濱野忠夫       | 市田忠義       | 山下芳生       | 小池晃         | 山下芳生           | 穀田惠二         |                |                |
| 2017年（27回大会） | 廣井暢子       | 志位和夫     | 田村智子       | 緒方靖夫       | 濱野忠夫       | 市田忠義       | 山下芳生       | 小池晃         | 山下芳生           | 穀田惠二         | 笠井亮         |                |
| 2020年（28回大会） | 倉林明子       | 志位和夫     | 田村智子       | 緒方靖夫       | 濱野忠夫       | 市田忠義       | 山下芳生       | 小池晃         | 山下芳生           | 穀田惠二         | 田村智子       |                |
| 2024年（29回大会） | 倉林明子       | 志位和夫     | 田村智子       | 緒方靖夫       | 田中悠         | 市田忠義       | 山下芳生       | 小池晃         | 浜野忠夫           | 穀田惠二         | 山添拓         | 紙智子         |

## 政黨表現

### 眾議院
| 選舉                        | 當選人數/參選人數 | 得票數                                                 | 總數 | 備註                         |
| --------------------------- | ----------------- | ------------------------------------------------------ | ---- | ---------------------------- |
| （創黨時）                  | -/-               |                                                        | 464  | 創黨時非合法政黨             |
| 第22回總選舉 1946年4月10日  | ○5/143            | 2,135,757（3.85%）                                     | 468  | 追加公認+1                   |
| 第23回總選舉 1947年4月25日  | ●4/120            | 1,002,883（3.67%）                                     | 466  |                              |
| 第24回總選舉 1949年1月23日  | ○35/115           | 2,984,780（9.76%）                                     | 466  |                              |
| 第25回總選舉 1952年10月1日  | ●0/107            | 896,765（2.54%）                                       | 466  |                              |
| 第26回總選舉 1953年4月19日  | ○1/85             | 655,990（1.90%）                                       | 466  |                              |
| 第27回總選舉 1955年2月27日  | ○2/60             | 733,121（1.98%）                                       | 467  |                              |
| 第28回總選舉 1958年5月22日  | ●1/114            | 1,012,035（2.55%）                                     | 467  |                              |
| 第29回總選舉 1960年11月20日 | ○3/118            | 1,156,723（2.93%）                                     | 467  |                              |
| 第30回總選舉 1963年11月21日 | ○5/118            | 1,646,477（4.01%）                                     | 467  |                              |
| 第31回總選舉 1967年1月29日  | ○5/123            | 2,190,563（4.76%）                                     | 486  |                              |
| 第32回總選舉 1969年12月27日 | ○14/123           | 3,199,031（6.81%）                                     | 486  |                              |
| 第33回總選舉 1972年12月10日 | ○38/122           | 5,496,827（10.49%）                                    | 491  | 追加公認+1、沖繩人民黨合流+1 |
| 第34回總選舉 1976年12月5日  | ●17/128           | 5,878,192（10.38%）                                    | 511  | 追加公認+2                   |
| 第35回總選舉 1979年10月7日  | ○39/128           | 5,625,527（10.42%）                                    | 511  | 追加公認+2                   |
| 第36回總選舉 1980年6月22日  | ●29/129           | 5,803,613（9.83%）                                     | 511  |                              |
| 第37回總選舉 1983年12月18日 | ●26/129           | 5,302,485（9.34%）                                     | 511  | 追加公認+1                   |
| 第38回總選舉 1986年7月6日   | ○26/129           | 5,313,246（8.79%）                                     | 512  | 追加公認+1                   |
| 第39回總選舉 1990年2月18日  | ●16/131           | 5,226,986（7.96%）                                     | 512  |                              |
| 第40回總選舉 1993年7月18日  | ●15/129           | 4,834,587（7.70%）                                     | 511  |                              |
| 第41回總選舉 1996年10月20日 | ○26/321           | 小選舉區7,096,766（12.55%） 比例代表7,268,743（12.0%） | 500  |                              |
| 第42回總選舉 2000年6月25日  | ●20/332           | 小選舉區7,352,844（12.08%） 比例代表6,719,016（11.1%） | 480  |                              |
| 第43回總選舉 2003年11月9日  | ●9/316            | 小選舉區4,837,952（8.13%） 比例代表4,586,172（7.76%）  | 480  |                              |
| 第44回總選舉 2005年9月11日  | ○9/292            | 小選舉區4,937,375（7.25%） 比例代表4,919,187（7.25%）  | 480  |                              |
| 第45回總選舉 2009年7月21日  | ○9/171            | 小選舉區2,978,354（4.22%） 比例代表4,943,886（7.03%）  | 480  |                              |
| 第46回總選舉 2012年12月16日 | ●8/322            | 小選舉區4,700,289（7.8%） 比例代表3,689,159（6.1%）    | 480  |                              |
| 第47回總選舉 2014年12月14日 | ○21/315           | 小選舉區7,040,169（13.0%） 比例代表6,062,962（11.4%）  | 475  |                              |
| 第48回總選舉 2017年10月22日 | ○12/243           | 小選舉區4,998,932（9.02%） 比例代表4,404,081（7.90%）  | 465  |                              |
| 第49回總選舉 2021年10月31日 | ○10/130           | 小選舉區2,639,708（4.59%） 比例代表4,166,076（7.25%）  | 465  |                              |
| 第50回總選舉 2024年10月27日 | ●8/213            | 小選舉區4,998,932（6.81%） 比例代表3,362,966（6.16%）  | 465  |                              |

### 參議院
| 選舉                         | 當選人數/參選人數 | 得票数                                              | 非改選席位 | 參議院總數 | 備註          |
| ---------------------------- | ----------------- | --------------------------------------------------- | ---------- | ---------- | ------------- |
| 第1屆通常選舉 1947年4月20日  | ○4/42             | 地方区825,304（3.74%） 全国区610,948（2.87%）       | -          | 250        | 第1次全部選舉 |
| 第2屆通常選舉 1950年6月4日   | ○2/50             | 地方区1,637,451（5.65%） 全国区1,333,872（4.76%）   | 2          | 250        |               |
| 第3屆通常選舉 1953年4月24日  | ●0/16             | 地方区264,729（0.945%） 全国区293,877（1.09%）      | 1          | 250        |               |
| 第4屆通常選舉 1956年7月8日   | ○2/34             | 地方区1,149,009（3.87%） 全国区599,254（2.09%）     | 0          | 250        |               |
| 第5屆通常選舉 1959年6月2日   | ○1/36             | 地方区999,255（3.32%） 全国区551,196（1.87%）       | 2          | 250        |               |
| 第6屆通常選舉 1962年7月1日   | ○3/47             | 地方区1,760,258（4.85%） 全国区1,123,947（3.14%）   | 1          | 250        |               |
| 第7屆通常選舉 1965年7月4日   | ○3/48             | 地方区2,608,771（6.92%） 全国区1,652,364（4.43%）   | 1          | 250        |               |
| 第8屆通常選舉 1968年7月7日   | ○4/49             | 地方区3,577,179（8.27%） 全国区2,146,879（4.98%）   | 3          | 250        |               |
| 第9屆通常選舉 1971年6月27日  | ○6/51             | 地方区4,878,570（12.1%） 全国区3,219,307（8.06%）   | 4          | 252        |               |
| 第10屆通常選舉 1974年7月7日  | ○13/54            | 地方区6,428,919（12.0%） 全国区4,931,650（9.37%）   | 5          | 252        |               |
| 第11屆通常選舉 1977年7月10日 | ●5/52             | 地方区5,159,142（9.96%） 全国区4,260,050（8.41%）   | 11         | 252        |               |
| 第12屆通常選舉 1980年6月22日 | ●7/52             | 地方区6,652,311（11.7%） 全国区4,072,019（7.28%）   | 5          | 252        |               |
| 第13屆通常選舉 1983年6月26日 | ○7/71             | 選舉区4,859,334（10.5%） 比例区4,163,877（8.95%）   | 7          | 252        |               |
| 第14屆通常選舉 1986年7月6日  | ○9/71             | 選舉区6,617,487（11.4%） 比例区5,430,838（9.47%）   | 7          | 252        |               |
| 第15屆通常選舉 1989年7月23日 | ●5/71             | 選舉区5,012,424（8.81%） 比例区3,954,408（7.04%）   | 9          | 252        |               |
| 第16屆通常選舉 1992年7月26日 | ●6/71             | 選舉区4,817,001（10.61%） 比例区3,532,956（7.86%）  | 5          | 252        |               |
| 第17屆通常選舉 1995年7月23日 | ○8/72             | 選舉区4,314,830（10.38%） 比例区3,873,955（9.53%）  | 6          | 252        |               |
| 第18屆通常選舉 1998年7月12日 | ○15/70            | 選舉区8,758,759（15.66%） 比例区8,195,078（14.60%） | 8          | 252        |               |
| 第19屆通常選舉 2001年7月29日 | ●5/72             | 選舉区5,362,958（9.87%） 比例区4,329,210（7.91%）   | 15         | 247        |               |
| 第20屆通常選舉 2004年7月11日 | ●4/71             | 選舉区5,520,141（9.84%） 比例区4,362,574（7.80%）   | 5          | 242        |               |
| 第21屆通常選舉 2007年7月29日 | ●3/63             | 選舉区5,164,572（8.70%） 比例区4,407,932（7.48%）   | 4          | 242        |               |
| 第22屆通常選舉 2010年7月11日 | ●3/64             | 選舉区4,256,400（7.29%） 比例区3,563,556（6.10%）   | 3          | 242        |               |
| 第23屆通常選舉 2013年7月21日 | ○8/63             | 選舉区5,645,937（10.64%） 比例区5,154,055（9.68%）  | 3          | 242        |               |
| 第24屆通常選舉 2016年7月10日 | ○6/56             | 選舉区4,103,514（7.26%） 比例区6,016,195（10.74%）  | 8          | 242        |               |
| 第25屆通常選舉 2019年7月21日 | ●7/40             | 選舉区3,710,768（7.37%） 比例区4,483,411（8.95%）   | 6          | 245        |               |
| 第26屆通常選舉 2022年7月10日 | ●4/58             | 選舉区3,636,533（6.84%） 比例区3,618,342（6.82%）   | 7          | 245        |               |

### 地方自治体
- 有政黨的自治體：51（2015年9月1日）[70]
  - 單獨組黨：5
    - 党員市町村長：5（蕨市（埼玉縣）、南牧村（長野縣）、福崎町・市川町（兵庫縣）、曾於市（鹿兒島縣））

- 地方議員：2,818人（2016年6月3日）[71]
  - 都道府縣議会：153人
    - 有席次的都道府縣議会：47

  - 政令市議会：156人
  - 特別区議会：140人
  - 市議会：1,614人
  - 町村議会：755人

- 都道府縣議会部分排在自民・民主・公明之後的第四位，市議會排在第二僅次於公明黨，町村議会則排在第一位。

## 與各国政黨的交流

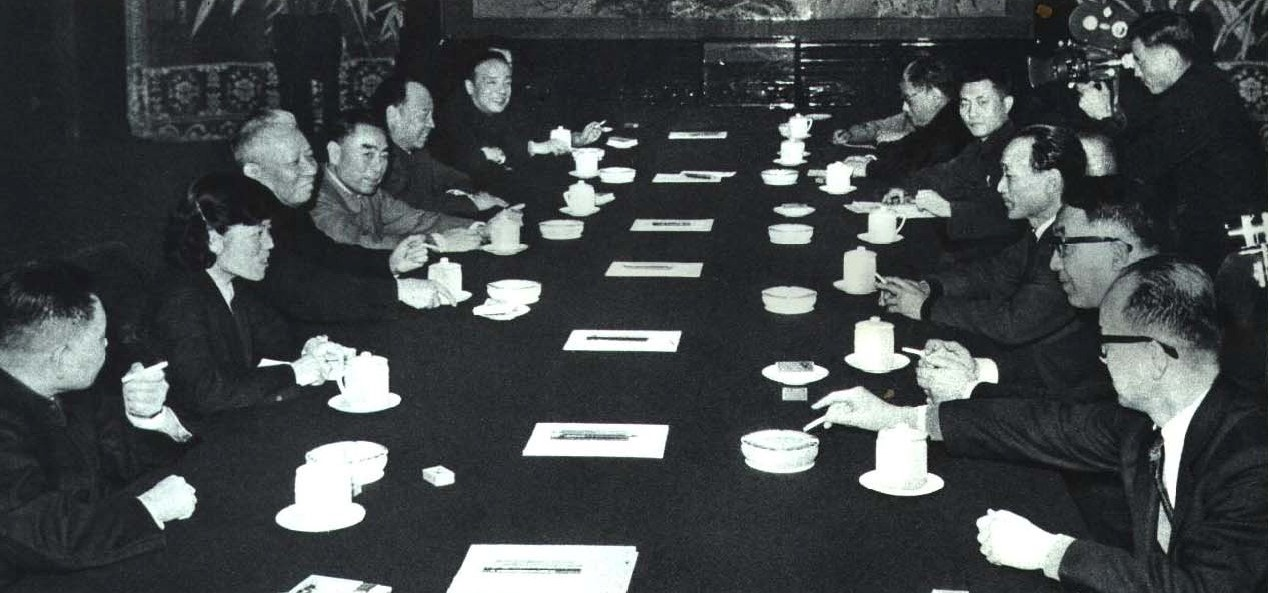
1964年日本共产党与中国共产党会谈

與其它日本主要政黨相同，日共也同其它国家意识形态相近的政黨开展交流活动。
- 亞洲
  - 印度 - 印度共产党、印度共产党（马克思主义）
  - 中国 - 中国共产党（参见中国共产党与日本共产党关系）
  - 越南 - 越南共产党
  - 老挝 - 老挝人民革命党
  - 斯里蘭卡 - 斯里兰卡共产党
  - 柬埔寨 - 奉辛比克黨
  - 尼泊尔 - 尼泊尔共产党（联合马列）

- 欧洲
  - 德国 - 左翼党、德国的共产党
  - 法国 - 法国共产党
  - 爱尔兰 - 工人党
  - 瑞典 - 左翼党
  - 丹麦 - 社會主義人民黨
  - 捷克 - 捷克和摩拉维亚共产党
  - 塞浦路斯 - 劳动人民进步党
  - 希腊 - 希臘共產黨
  - 西班牙 - 西班牙共产党
  - 葡萄牙 - 葡萄牙共產黨
  - 匈牙利 - 匈牙利工人党
  - 意大利 - 重建共产党
  - 俄罗斯 - 俄罗斯联邦共产党

- 美洲
  - 巴西 - 巴西共产党
  - 委內瑞拉 - 委內瑞拉共產黨
  - 萨尔瓦多 - 法拉本多·马蒂民族解放阵线
  - 尼加拉瓜 - 桑地諾民族解放陣線
  - 古巴 - 古巴共产党
  - 墨西哥 - 民主革命党
  - 美国 - 美國共產黨

## 外部連結
- 官方网站 （日語）